# Prosper Bruggeman
Prosper Jan Bruggeman (14 de marzo de 1870-6 de marzo de 1939) fue un deportista belga que compitió en remo.
Participó en los Juegos Olímpicos de París 1900, obteniendo una medalla de plata en la prueba de ocho con timonel. Ganó diez medallas en el Campeonato Europeo de Remo entre los años 1894 y 1902.

## Palmarés internacional
| Juegos Olímpicos   | Juegos Olímpicos      | Juegos Olímpicos  | Juegos Olímpicos   |
| Año                | Lugar                 | Medalla           | Prueba             |
| ------------------ | --------------------- | ----------------- | ------------------ |
| 1900               | París (Francia)       | Medalla de plata  | Ocho con timonel   |
| Campeonato Europeo |                       |                   |                    |
| Año                | Lugar                 | Medalla           | Prueba             |
| 1894               | Mâcon (Francia)       | Medalla de bronce | Ocho con timonel   |
| 1896               | Ginebra (Suiza)       | Medalla de plata  | Ocho con timonel   |
| 1898               | Turín (Italia)        | Medalla de oro    | Ocho con timonel   |
| 1899               | Ostende (Bélgica)     | Medalla de oro    | Doble scull        |
| 1899               | Ostende (Bélgica)     | Medalla de oro    | Ocho con timonel   |
| 1900               | París (Francia)       | Medalla de oro    | Cuatro con timonel |
| 1900               | París (Francia)       | Medalla de oro    | Ocho con timonel   |
| 1900               | París (Francia)       | Medalla de plata  | Doble scull        |
| 1902               | Estrasburgo (Francia) | Medalla de oro    | Ocho con timonel   |
| 1902               | Estrasburgo (Francia) | Medalla de bronce | Cuatro con timonel |